# Renardia canadensis
Renardia canadensis är en skalbaggsart som först beskrevs av Horn 1871.  Renardia canadensis ingår i släktet Renardia och familjen kortvingar. Inga underarter finns listade i Catalogue of Life.